# Màrinka
Màrinka (en ucraïnès Мар'їнка, en rus Марьинка) és una ciutat del districte de Màrinka a l'óblast de Donetsk, Ucraïna.

## Història
Fundada en 1844, va obtenir en 1938 l'estatus d'assentament de tipus urbà. Durant la Segona Guerra Mundial, Màrinka va estar ocupada per les tropes nazis des del 19 d'octubre de 1941 fins al 9 de setembre de 1943, dia en què va ser alliberada per l'Exèrcit Roig. Va rebre en 1977 el títol de ciutat.

## Demografia
La població va créixer fins a 1989, però des de 1991 s'ha registrat una tendència decreixent.
| 1859  | 1959  | 1970  | 1979   | 1989   | 2001   | 2013  |
| ----- | ----- | ----- | ------ | ------ | ------ | ----- |
| 1.316 | 7.883 | 9.347 | 10.135 | 10.944 | 10.722 | 9.913 |

## Economia
A la ciutat es destaquen la indústria làctica i altres indústries d'aliments.